# دیر صهیون

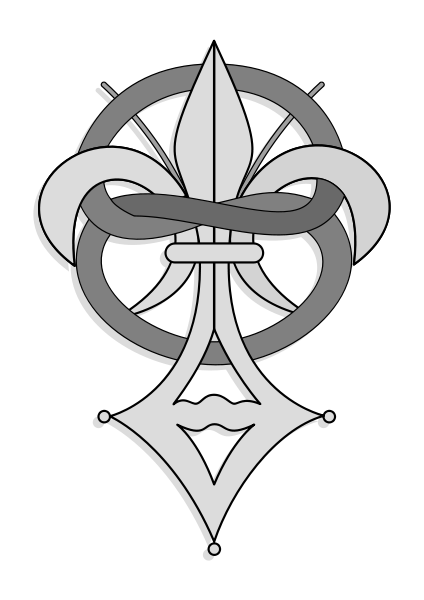
نشان دیر سیون

دیرصهیون (فرانسوی:Prieuré de Sion) و (انگلیسی:Priory of Sion) نام چندین گروه حقیقی و خیالی است بحث برانگیزترین آن «سازمان برادری» است که در سال ۱۹۵۶ توسط pierre Plantard تأسیس شد و اعتقاد به ادامه نسب مسیح داشت.

## پیشینه
«سازمان برادری» در سال ۱۹۵۶ در شهر مرزی Annemasse فرانسه و توسط pierre Plantard و Andre Bonhomme بنیان‌گذاری گردید و تأسیس آن رسماً ثبت گردید
گفته می‌شود این نام را مؤسس از کوهی به همین نام در شهر آنه ماسه(Annemasse) برداشته و اعتقاد داشت آن کوه مقدس و عبادتگاه‌است.
در دهه ۱۹۶۰، مؤسسین برای آن یک سابقه ساختگی ایجاد کردند که گویای این بود که این سازمان قبلاً در سال ۱۰۹۹ به صورت یک سازمان مخفی توسط Godfrey of Bouillon در کوه صهیون در سرزمین اورشلیم توسط یک گروه رهبانی تاریخی به نام «صومعه بانوی کوه صهیون» تأسیس شده‌است. این گروه اعتقاد به وجود خون مقدس و جاری بودن آن در وراث تاج و تخت فرانسوی مروونژی‌ها داشت.
این موضوع در سال‌های ۱۹۶۰ تا ۱۹۸۰ مورد مناقشه و بحث‌های عمومی قرار گرفت و پلانته آن را در سراسر اروپا به صورت افسانه پخش نمود ولی دلایل محکمی در اثبات تاریخچه مربوط به قبل از سال۱۹۵۶ بدست نیامد.
این عقیده با انتشار کتاب خون مقدس و جام مقدس در سال ۱۹۸۲ تقویت گردید. همچنین در مقدمه کتاب رمز داوینچی بر وجود داشتن آن تأکیدشد.
با این حال بسیاری از نظریه پردازان توطئه مذهبی اعتقاد داشتند که این سازمان یک گروه خرابکار و براندازنده‌است.

## افسانه
بسیاری بر این باورند که انگیزه بنیان‌گذار این افسانه، بر خود بزرگ‌بینی و جاه طلبی نویسنده و تمایل وی بر رازآمیز نشان دادن مسیحیت استوار بوده‌است.
او سعی کرده‌است شوالیه گری مسیحی را به کمک افراد تاًثیرگذار جامعه به صورت مخفی ایجاد کند و در این راه از افرادی که از نظر اقتصادی، فرهنگی و موقعیت اجتماعی بالائی در جامعه دارند استفاده کند.
او همچنین ادعا کرد که دیر صهیون شاخه‌ای از خانواده کاتولیک است که در صومعه بانوی کوه صهیون در سال ۱۰۹۹ تشکیل شده بود و بنیان‌گذار آن را شوالیه Godfrey of Bouillon عنوان کرد.
در سال ۱۹۶۰ پلاتارد ادعاهای دیگری به نظریه‌های خود اضافه کرد وی مدعی شد دو پوست نوشته مربوط به دیر صهیون در خرابه‌های کلیسای کشف شده‌است که حقانیت این گروه و ادعاهای آن را تائید می‌کند.
در سال۱۹۶۹ Henry Lincoln بازیگر و نمایش نامه نویس انگلیسی ادعا کرد مدارکی بدست آورده‌است که ثابت می‌کند عقاید دیر صهیون در مورد بازمانده پادشاه سلسله مروونژی صحیح است و آن بازمانده مدارک خود را به دیر صهیون سپرده‌است. او نظریه خود را در سه برنامه مؤسسه BBC ارائه‌داد.

## اعضاء
بعضی از مدارک نشان می‌دهد که در سال ۲۰۰۲ دیرصهیون بیش از ۹۸۴۱ عضو در اروپا داشته‌است.
در سال ۱۹۶۷ و بار دیگر در سال ۱۹۸۹ دو لیست اعضا از دیر صهیون منتشر شده که نشان دهنده اعضاء اصلی یا Grand Master بوده و اکثر اسامی بعد از مرگ آن‌ها منتشر شده‌است. در میان آن‌ها اشخاص ثروتمند و پر نفوذ جامعه و نویسندگان و دانشمندان جای داشته‌است. اشخاصی مانند اسحاق نیوتون،لئوناردو دا وینچی،ویکتور هوگو، چارلز رادکلیف و کلود دبوسی در میان آنان دیده می‌شود. درسال۱۹۹۲ در بازجوئی از پلانتارد در دادگاه وی ادعا کرد که اسامی ساختگی‌بود.

## ادبیات و رسانه
انتشار کتاب «خون مقدس و جام مقدس» توسط Henry Lincoln در سال ۱۹۸۲ و «میراث ناجی» در سال ۱۹۸۷ و ادعای وی بر حقانیت دیر صهیون و ارائه مدارک کافی، مجدداً توجه جهانی را به این موضوع جلب‌نمود.
همچنین کتاب «رمز داوینچی» نوشته Dan Brown در سال ۲۰۰۳ هرچند موضوع تخیلی داشت، ولی باعث مطرح شدن دوباره مطلب دیر صهیون گردید.

## پایان کار
شاید بتوان گفت سال ۱۹۹۳ پایان داستان دیر صهیون است. در این سال پلاتارد برای ادای توضیح در مورد Roger-Patrice Pelat که تحت پیگرد قانونی بود به دادگاه احضار شد قبلاً وی ادعا کرده بود که Pelat از اعضاء اصلی دیر صهیون است. وی در دادگاه قسم خورده تعهد سپرد که از فعالیت در موضوع دیر صهیون اجتناب کند. از این سال تا زمان مرگ پلاتارد در سال ۲۰۰۰ در رسانه‌ها خبری از وی نبود.